# Club Italia (pallavolo femminile)
Il Club Italia è una società pallavolistica femminile italiana con sede a Roma: milita nel campionato di Serie A2.

## Storia

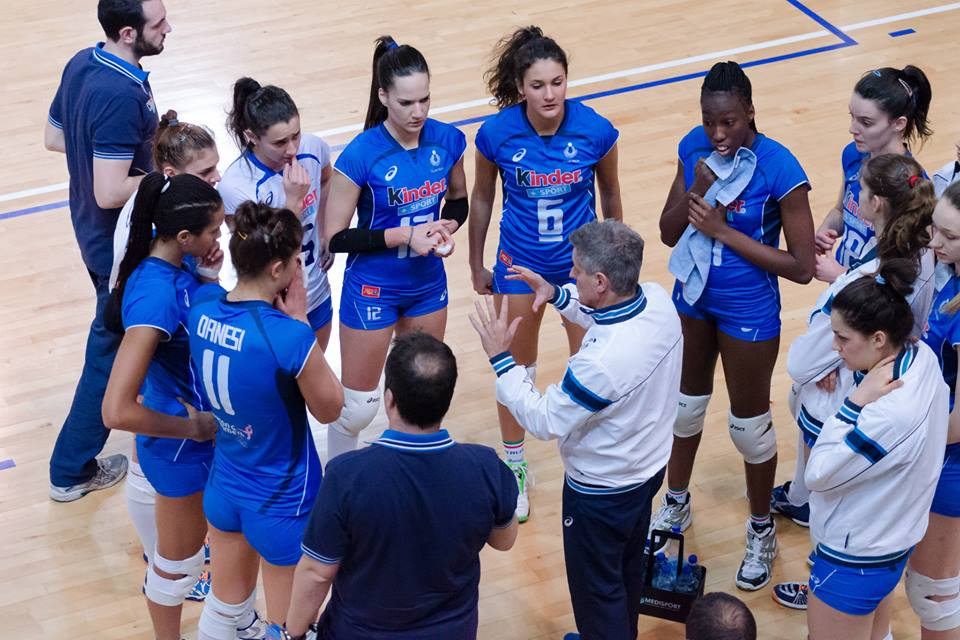
Le pallavoliste del Club Italia durante un time out nel 2015

Il Club Italia è stato fondato nel 1998 per volere di Julio Velasco: l'obiettivo della società, di proprietà della Federazione Italiana Pallavolo e con sede sociale a Roma, è quello di formare giovani atlete italiane, provenienti dai vivai delle varie squadre della penisola; il Club Italia partecipa in una divisione scelta anno per anno dalla federazione, talvolta senza obblighi di classifica, esclusa da promozioni o retrocessioni.
Durante i primi quattro anni di attività, il Club Italia disputa partite amatoriali, avendo come sede di gioco Lucca, per poi spostarsi dopo pochi mesi a Ravenna: nella stagione 2003-04 partecipa al campionato di Serie B2, mentre in quella successiva disputa la Serie B1. Dopo un'annata, quella 2004-05 nuovamente in Serie B2, per tre stagioni consecutive partecipa alla terza divisione nazionale, fino alla stagione 2008-09 quando prende parte solo a partite amatoriali: la sede di gioco in questi anni è prima a Roma e poi definitivamente a Milano. Per il campionato 2009-10 prende parte alla Serie A2, per poi proseguire sempre in Serie B1, fino alla stagione 2014-15 quando torna nuovamente nella serie cadetta.
Per decisione della federazione, la squadra viene ammessa a partecipare alla Serie A1 per il campionato 2015-16, esperimento proseguito anche nella Serie A1 2016-17: tuttavia al termine della competizione, complice l'ultimo posto in classifica, retrocede in Serie A2, dove ha partecipato regolarmente per il campionato 2017-18.
Viene nuovamente ammessa alla Serie A1 per il campionato 2018-19, mentre da quella successiva è in serie cadetta. Al termine dell'annata 2022-23, retrocede in Serie B1, categoria dove partecipa nella stagione 2023-24, ottenendo una nuova retrocessione, anche se viene ripescata in Serie B1 per il campionato 2024-25; nuovo ripescaggio avviene anche nell'annata 2025-26, consentendole di partecipare alla serie cadetta.

## Rosa 2024-2025
| N° | Nome                     | Ruolo | Data di nascita  | Nazionalità sportiva |
| -- | ------------------------ | ----- | ---------------- | -------------------- |
| 2  | Giorgia Sari             | C     | 10 luglio 2008   | Italia               |
| 3  | Stella Caruso            | O     | 2 aprile 2008    | Italia               |
| 4  | Caterina Peroni          | S     | 21 maggio 2007   | Italia               |
| 6  | Maria Solovei            | S     | 23 giugno 2009   | Italia               |
| 7  | Giovanna Fratangelo      | P     | 26 gennaio 2007  | Italia               |
| 8  | Perla Massaglia          | S     | 5 luglio 2008    | Italia               |
| 9  | Arianna Bovolenta        | C     | 15 luglio 2008   | Italia               |
| 10 | Ludovica Tosini          | S     | 14 febbraio 2008 | Italia               |
| 11 | Rebecca Aimaretti        | O     | 8 aprile 2008    | Italia               |
| 13 | Alessia Regoni           | L     | 20 marzo 2006    | Italia               |
| 14 | Emma Magnabosco          | P     | 26 maggio 2006   | Italia               |
| 16 | Miranda Vittoria Zanella | C     | 19 marzo 2008    | Italia               |
| 17 | Marta Stagnaro           | L     | 2 luglio 2008    | Italia               |
| 18 | Veronica Quero           | C     | 11 maggio 2007   | Italia               |
| 19 | Julia Gordon             | S     | 19 marzo 2009    | Italia               |